# Демографическое старение

Карта медианного возраста (от и до) в разных странах по состоянию на 2018 год. Самое молодое население Земли в основном сосредоточенно в странах Африки южнее Сахары.

Демографическое старение населения — увеличение доли пожилых людей в общей численности населения.
Это результат длительных демографических изменений, сдвигов в характере воспроизводства населения, рождаемости, смертности, их соотношения, а также частично миграции.
Учёт тенденций и последствий демографического старения — важнейшая задача демографической политики.
По оценкам ООН, население мира в возрасте 60 лет и старше насчитывало в 2000 году 600 миллионов человек, что почти втрое превышало численность этой возрастной группы в 1950 году (205 миллионов человек). В 2009 году она превысила 737 миллионов человек, а к 2050 году составит более 2 миллиардов человек, ещё раз утроившись за период времени в 50 лет.
По данным Всемирной книги фактов ЦРУ доля населения Земли старше 65 лет по состоянию на 2024 год составляла 10,3 % (мужчин 370 253 736 чел./женщин 459 044 344 чел.), а доля детей младше 14 лет составляла 24,5 % (мальчиков 1 018 005 046 чел./девочек 958 406 907 чел.), в свою очередь доля трудоспособного (от 15 лет и до 64 лет) населения Земли составляла 65,2 % (мужчин 2 658 595 672 чел./женщин 2 592 930 538 чел.). 
По состоянию на 2024 год, по данным Всемирной книги фактов ЦРУ, страной с самой большой долей населения старше 65 лет является Япония (за исключением Монако как карликового государства, где этот показатель составлял рекордные 37,1 % населения, и имеющее в свою очередь самую маленькую в мире долю населения младше 14 лет, 9,1 % населения страны), 29,5 % населения Японии было старше 65 лет имеет.  По данным на тот же год страной с самой большой долей населения младше 14 лет является Нигер, 49,5 % населения страны, имеющий в свою очередь самую маленькую в мире долю трудоспособного (от 15 лет и до 64 лет) населения, 47,8 % населения страны.  По данным на тот же год страной с самой большой долей трудоспособного (от 15 лет и до 64 лет) населения является Катар, 85,4 % насления страны, имеющий в свою очередь самую маленькую в мире долю населения старше 65 лет, 1,5 % населения страны.   
По данным Всемирного Банка доля населения Земли старше 65 лет по состоянию на 2022 год составляла рекордные 9,8 %, а процесс старения населения Земли с 2010 года резко ускорился. В свою очередь доля населения Земли младше 14 лет достигла своего пика в 1966 году, когда она составляла 38 %, после чего неуклонно снижается, достигнув по состоянию на 2022 год значения в 25,3 %. Доля трудоспособного (от 15 лет и до 64 лет) населения Земли достигла своего пика в 2014 году, когда она составляла 65,58 %, после чего неуклонно снижается, достигнув по состоянию на 2022 год значения в 64,9 %.
Японская нация является самой престарелой и одной из самых быстро стареющих в мире. По состоянию на 1 февраля 2025 года 29,3 % населения Японии было старше 65 лет. Причиной может быть относительно непродолжительный по времени послевоенный беби-бум в Японии и строгая иммиграционная политика.
По состоянию на 2024 год, по данным Всемирной книги фактов ЦРУ, население Японии имеет наибольший средний возраст среди населения всех стран мира — 49,9 лет, является самым престарелым и одним из самых быстро стареющих в мире (за исключением Монако как карликового государства, где эти показатели выше, из-за большого количества богатых и пожилых иммигрантов).
Согласно прогнозам ООН, к 2050 году 22 % населения Земли будет пенсионерами, а в странах мира на каждого работающего гражданина будет приходиться по пенсионеру. Старение населения происходит во всём мире (кроме Африки южнее Сахары), как в развитых странах так и в развивающихся странах.
Демографическое старение населения возникает из-за демографического перехода, в заключительной фазе которого рождаемость падает ниже уровня воспроизводства населения (2,1 рождений на женщину), а со временем, по мере увеличения продолжительности жизни населения, его старения и как следствие постепенно растущей смертности, рождаемость падает ниже уровня смертности, и возникает депопуляция. Одной из самых главных экономических угроз демографического старения населения Земли, является возникновение перманентного экономического застоя и постоянной дефляции, приводящих к снижению цен из года в год и отсутствию реального роста зарплат и экономики.
Старение населения приводит к сокращению спроса и потребительской активности, увеличению доли неработающих (иждивенцев) к доле работающих, повышению нагрузки на системы медицинского, пенсионного и социального страхования, увеличению налогообложения работающих, сокращению ВВП, уменьшению количества молодёжи и т. д. По мере увеличения доли пожилых людей в обществе пенсионная система становится всё менее эффективной и неизбежно растёт пенсионный возраст. Снижение инфляции и экономического роста наблюдается во многих странах мира. Наиболее яркими примерами могут служить Италия и Япония, страдающие от экономического застоя, а Япония вдобавок находится уже три десятилетия в состоянии постоянной дефляции. Всё это, в свою очередь, может оказать разрушительное влияние на экономики развитых и особенно развивающихся стран мира, которые ещё не завершили демографический переход, так как они могут не успеть до завершения демографического перехода в период открытого демографического окна воспользоваться демографическим дивидендом, чтобы развить в должной мере экономики своих стран до уровня развитых экономик (с высокой добавочной стоимостью, высоким уровнем жизни населения и т. д.). То есть те развивающиеся страны мира, которые ещё не завершили демографический переход, могут не успеть разбогатеть, как уже постареют. Расходы на пенсионное обеспечение могут стать слишком большим грузом для бюджета, и поэтому забота о пожилых людях может целиком лечь на плечи домохозяйств.
Прогнозируется, что старение рабочей силы будет снижать производительность труда, особенно за счет его негативного влияния на рост общей производительности факторов производства, в среднем на 0,2 % в год в течение следующих 20 лет. Эта проблема требует комплексного подхода — социального, экономического и технологического.
Развитие медицины позволяет надеяться, что возраст «активной старости», то есть состояния, когда пожилой человек может вести более-менее полноценную жизнь, будет повышаться. Автоматизация и механизация производства позволяет работать стареющим людям с ухудшающимся физическим состоянием. Во многих сферах возможна удалённая работа, которая подходит пожилым людям.

## Этапы
На протяжении исторических эпох, для которых есть достоверные статистические данные, доля людей старше 60 лет находилась в интервале от 5 до 9 % от всего населения. В Англии 16-18 веков доля лиц от 60 лет и старше была 8-9 %, во Франции середины 18 века 7 %, в Японии 17-18 веков 7-9 %, в Дании в середине 17 и в 18 веке 7-8 %, в Киевской губернии Российской империи в начале 18 века — около 6 %. Впервые процесс старения из-за низкой рождаемости начался во Франции на рубеже 18 и 19 веков.
На первом этапе при снижении рождаемости ниже уровня простого воспроизводства число родившихся превосходит число умерших и структура населения относится к прогрессивному типу: численность младшего поколения больше численности среднего поколения, а численность среднего поколения больше численности старшего поколения.
При сохранении низкой рождаемости через поколение наступает второй этап. Численность младшего поколения уже меньше численности среднего поколения, но численность среднего поколения пока ещё превосходит численность старшего поколения. Но поскольку численность младшего поколения пока ещё превосходит численность старшего поколения, то рождаемость превосходит смертность и на втором этапе идёт инерционный рост населения.

Схема изменения пирамиды поколений при вступлении в демографический кризис и выходе из него

На третьем этапе структура населения приобретает регрессионный характер: численность младшего поколения меньше численности среднего поколения, а численность среднего поколения меньше численности старшего поколения. В этом случае смертность превосходит рождаемость и идёт убыль населения.
Четвёртый и пятый этап — это всего лишь теоретическая модель выхода из демографического кризиса, но ещё ни одна депопулирующая страна не продвинулась дальше третьего этапа. На четвёртом этапе рождаемость повышается, но из-за регрессионной структуры населения смертность превосходит рождаемость и идёт инерционная убыль населения (подобно инерционному росту на втором этапе).
И только на пятом этапе структура населения снова приобретает прогрессивный характер и начинается рост населения страны.

## Типы
- старение «снизу» (результат уменьшения рождаемости);
- старение «сверху» (результат увеличения средней продолжительности жизни и снижения смертности в старших возрастах в условиях низкой рождаемости)

«Снизу» и «сверху» употреблены в связи с особым графическим способом изображения возрастной структуры населения в виде возрастных пирамид. Снижение рождаемости ведёт к сужению основания, а снижение смертности — к расширению вершины.

## Критерии оценки
Наибольшее применение при оценке старения населения получили коэффициенты старения следующего вида:
1. {\displaystyle W_{60}={\frac {S_{60+}}{S}}\times 100};
2. {\displaystyle W_{65}={\frac {S_{65+}}{S}}\times 100},

где {\displaystyle S_{60+}} и {\displaystyle S_{65+}} -соответствует числу лиц в возрастах 60 лет и старше и 65 лет и старше;
{\displaystyle S} — общая численность населения.
В Российской Федерации используется главным образом первый показатель. Второй показатель используется в ряде западных стран и международной статистике ООН. Более сложную расчётную структуру имеет коэффициент постарения Сови.
При оценке процесса демографического старения (если в качестве критерия используется доля лиц в возрасте от 60 лет и старше) используется шкала построенная французским демографом Ж.Божё-Гарнье и доработанная Э.Россетом:
| Этап | Доля лиц в возрасте 60 лет и старше,% | Этапы старения и уровня старости населения     |
| ---- | ------------------------------------- | ---------------------------------------------- |
| 1    | <8                                    | Демографическая молодость                      |
| 2    | 8-10                                  | Первое преддверие старости                     |
| 3    | 10-12                                 | Собственно преддверие старости                 |
| 4    | 12 и выше                             | Демографическая старость                       |
|      | 12-14                                 | Начальный уровень демографической старости     |
|      | 14-16                                 | Средний уровень демографической старости       |
|      | 16-18                                 | Высокий уровень демографической старости       |
|      | 18 и выше                             | Очень высокий уровень демографической старости |

Если же в качестве критерия выбирается возраст 65 лет, то пользуются шкалой демографического старения ООН:
| Этап | Доля лиц в возрасте 65 лет и старше,% | Этапы старения и уровня старости населения |
| ---- | ------------------------------------- | ------------------------------------------ |
| 1    | <4                                    | Молодое население                          |
| 2    | 4-7                                   | Население на пороге старости               |
| 3    | >7                                    | Старое население                           |

## Демографическое старение в мире
Феномен старения является глобальным, но его скорость и интенсивность различна в разных государствах, как в развитых, так и в развивающихся странах. В Европе и Японии население намного старше, чем в Северной Америке, в то время как в Германии, Италии и Испании ритмы старения населения более выражены, чем во Франции и Соединённом Королевстве (Великобритании и Северной Ирландии). Российская Федерация, Беларусь и другие страны СНГ по динамике старения весьма схожи.
Если развитые страны столкнулись с проблемой старения населения раньше всех, то к настоящему моменту процесс демографического старения населения охватил весь мир.
В 1950 году 8 % мирового населения было в возрасте старше 60 лет
В 2000 году — 10 %
- 2050 год — 21 % (согласно прогнозу ООН)

| Страна                           | 2000 г. | 2050 г. |
| -------------------------------- | ------- | ------- |
| Австралия                        | 16.3    | 28.2    |
| Австрия                          | 20.7    | 41.0    |
| Азербайджан                      | 10.5    | 32.1    |
| Албания                          | 9.0     | 24.6    |
| Алжир                            | 6.0     | 22.2    |
| Ангола                           | 4.5     | 5.2     |
| Аргентина                        | 13.3    | 23.4    |
| Армения                          | 13.2    | 29.5    |
| Афганистан                       | 4.7     | 7.7     |
| Багамские острова                | 8.0     | 23.5    |
| Бангладеш                        | 4.9     | 16.0    |
| Барбадос                         | 13.4    | 35.4    |
| Бахрейн                          | 4.7     | 24.9    |
| Белиз                            | 6.0     | 21.7    |
| Беларусь                         | 18.9    | 35.8    |
| Бельгия                          | 22.1    | 35.5    |
| Бенин                            | 4.2     | 8.9     |
| Болгария                         | 21.7    | 38.6    |
| Боливия                          | 6.2     | 16.4    |
| Босния и Герцеговина             | 14.9    | 37.7    |
| Ботсвана                         | 4.5     | 11.9    |
| Бразилия                         | 7.8     | 23.6    |
| Бруней                           | 5.1     | 23.8    |
| Буркина Фасо                     | 4.8     | 6.5     |
| Бурунди                          | 4.3     | 6.8     |
| Бутан                            | 6.5     | 12.2    |
| Вануату                          | 5.0     | 13.9    |
| Великобритания                   | 20.6    | 34.0    |
| Венгрия                          | 19.7    | 36.2    |
| Венесуэла                        | 6.6     | 21.4    |
| Восточный Тимор                  | 4.7     | 18.0    |
| Вьетнам                          | 7.5     | 23.5    |
| Габон                            | 8.7     | 9.3     |
| Гаити                            | 5.6     | 15.6    |
| Гайана                           | 6.9     | 31.0    |
| Гамбия                           | 5.2     | 12.0    |
| Гана                             | 5.1     | 14.7    |
| Гваделупа                        | 12.7    | 31.2    |
| Гватемала                        | 5.3     | 14.4    |
| Гвинея                           | 4.4     | 9.6     |
| Гвинея-Бисау                     | 5.6     | 7.9     |
| Германия                         | 23.2    | 38.1    |
| Гондурас                         | 5.1     | 16.4    |
| Гонконг                          | 14.3    | 35.4    |
| Греция                           | 23.4    | 34.7    |
| Грузия                           | 18.7    | 32.8    |
| Гуам                             | 8.4     | 15.9    |
| Дания                            | 20.0    | 31.8    |
| Демократическая республика Конго | 4.5     | 6.2     |
| Джибути                          | 5.5     | 5.8     |
| Доминиканская республика         | 6.6     | 20.7    |
| Египет                           | 6.3     | 20.8    |
| Замбия                           | 4.5     | 7.9     |
| Западная Сахара                  | 7.7     | 15.9    |
| Зимбабве                         | 4.7     | 11.3    |
| Израиль                          | 13.2    | 21.8    |
| Индия                            | 7.6     | 20.6    |
| Индонезия                        | 7.6     | 22.3    |
| Иордания                         | 4.5     | 15.6    |
| Ирак                             | 4.6     | 15.1    |
| Иран                             | 5.2     | 33.7    |
| Ирландия                         | 15.2    | 27.6    |
| Исландия                         | 15.1    | 29.5    |
| Испания                          | 21.8    | 44.1    |
| Италия                           | 24.1    | 42.3    |
| Йемен                            | 3.6     | 5.3     |
| Кабо-Верде                       | 6.5     | 19.6    |
| Казахстан                        | 11.2    | 17.4    |
| Камбоджа                         | 4.4     | 11.7    |
| Камерун                          | 5.6     | 11.2    |
| Канада                           | 16.7    | 30.5    |
| Катар                            | 3.1     | 20.7    |
| Кения                            | 4.2     | 13.0    |
| Кипр                             | 15.7    | 29.9    |
| Кыргызстан                       | 9.0     | 19.3    |
| Китай                            | 10.1    | 29.9    |
| КНДР                             | 10.0    | 22.4    |
| Колумбия                         | 6.9     | 21.5    |
| Коморские острова                | 4.2     | 12.2    |
| Конго                            | 5.1     | 6.9     |
| Коста-Рика                       | 7.5     | 22.3    |
| Кот-д’Ивуар                      | 5.0     | 12.4    |
| Куба                             | 13.7    | 34.0    |
| Кувейт                           | 4.4     | 25.7    |
| Лаос                             | 5.6     | 13.3    |
| Латвия                           | 20.9    | 37.5    |
| Лесото                           | 6.5     | 9.5     |
| Либерия                          | 4.5     | 6.7     |
| Ливан                            | 8.5     | 25.4    |
| Ливия                            | 5.5     | 21.1    |
| Литва                            | 18.6    | 37.3    |
| Люксембург                       | 19.4    | 25.2    |
| Мавритания                       | 4.7     | 8.9     |
| Мавритания                       | 9.0     | 26.1    |
| Мадагаскар                       | 4.7     | 9.3     |
| Макао                            | 9.7     | 38.5    |
| Македония                        | 14.4    | 33.8    |
| Малави                           | 4.6     | 6.6     |
| Малайзия                         | 6.6     | 20.8    |
| Мали                             | 5.7     | 7.0     |
| Мальдивские острова              | 5.3     | 12.1    |
| Мальта                           | 17.0    | 33.6    |
| Марокко                          | 6.4     | 20.6    |
| Мартиника                        | 15.0    | 32.6    |
| Мексика                          | 6.9     | 24.4    |
| Мозамбик                         | 5.1     | 7.8     |
| Молдова                          | 13.7    | 32.5    |
| Монголия                         | 5.6     | 23.1    |
| Мьянма                           | 6.8     | 21.6    |
| Намибия                          | 5.6     | 11.1    |
| Непал                            | 5.9     | 12.4    |
| Нигер                            | 3.3     | 5.0     |
| Нигерия                          | 4.8     | 10.3    |
| Нидерландские Антильские острова | 11.6    | 26.8    |
| Нидерланды                       | 18.3    | 32.8    |
| Никарагуа                        | 4.6     | 16.1    |
| Новая Зеландия                   | 15.6    | 29.3    |
| Новая Каледония                  | 8.2     | 22.6    |
| Норвегия                         | 19.6    | 32.3    |
| ОАЭ                              | 5.1     | 26.7    |
| Оман                             | 4.2     | 10.5    |
| Пакистан                         | 5.8     | 12.4    |
| Палестина                        | 4.9     | 9.9     |
| Панама                           | 8.1     | 24.4    |
| Папуа — Новая Гвинея             | 4.1     | 12.1    |
| Парагвай                         | 5.3     | 16.0    |
| Перу                             | 7.2     | 22.4    |
| Польша                           | 16.6    | 35.6    |
| Португалия                       | 20.8    | 35.7    |
| Пуэрто-Рико                      | 14.3    | 27.9    |
| Республика Корея                 | 11.0    | 33.2    |
| Реюньон                          | 9.9     | 26.5    |
| Российская Федерация             | 18.5    | 37.2    |
| Руанда                           | 4.2     | 9.0     |
| Румыния                          | 18.8    | 34.2    |
| Сальвадор                        | 7.2     | 20.6    |
| Самоа                            | 6.8     | 14.7    |
| Саудовская Аравия                | 4.8     | 12.9    |
| Свазиленд                        | 5.3     | 9.1     |
| Сенегал                          | 4.2     | 11.0    |
| Сент-Люсия                       | 7.8     | 22.0    |
| Сингапур                         | 10.6    | 35.0    |
| Сирия                            | 4.7     | 18.0    |
| Словакия                         | 15.4    | 36.8    |
| Словения                         | 19.2    | 42.4    |
| Соломоновы Острова               | 4.2     | 10.8    |
| Сомали                           | 3.9     | 5.7     |
| Судан                            | 5.5     | 14.4    |
| Суринам                          | 8.1     | 29.4    |
| США                              | 16.1    | 26.9    |
| Сьерра-Леоне                     | 4.8     | 6.8     |
| Таджикистан                      | 6.8     | 18.0    |
| Таиланд                          | 8.1     | 27.1    |
| Танзания                         | 4.0     | 11.0    |
| Того                             | 4.9     | 10.1    |
| Тринидад и Тобаго                | 9.6     | 33.3    |
| Тунис                            | 8.4     | 24.6    |
| Туркменистан                     | 6.5     | 19.9    |
| Турция                           | 8.4     | 32.7    |
| Уганда                           | 3.8     | 5.7     |
| Узбекистан                       | 7.1     | 26.3    |
| Украина                          | 20.5    | 38.1    |
| Уругвай                          | 17.2    | 24.9    |
| Фиджи                            | 5.7     | 23.3    |
| Филиппины                        | 5.5     | 19.5    |
| Финляндия                        | 19.9    | 34.4    |
| Франция                          | 20.5    | 32.7    |
| Французская Гвиана               | 6.4     | 14.3    |
| Французская Полинезия            | 6.8     | 23.2    |
| Хорватия                         | 20.2    | 30.8    |
| ЦАР                              | 6.1     | 9.4     |
| Чад                              | 4.9     | 6.8     |
| Чехия                            | 18.4    | 40.1    |
| Чили                             | 10.2    | 23.5    |
| Швейцария                        | 21.3    | 38.9    |
| Швеция                           | 22.4    | 37.7    |
| Шри-Ланка                        | 9.3     | 27.6    |
| Эквадор                          | 6.9     | 21.9    |
| Экваториальная Гвинея            | 6.0     | 8.6     |
| Эритрея                          | 4.7     | 10.0    |
| Эстония                          | 20.2    | 35.9    |
| Эфиопия                          | 4.7     | 6.6     |
| ЮАР                              | 5.7     | 13.7    |
| Югославия                        | 18.3    | 32.5    |
| Ямайка                           | 9.6     | 24.0    |
| Япония                           | 23.2    | 42.3    |

## Демографическое старение в России

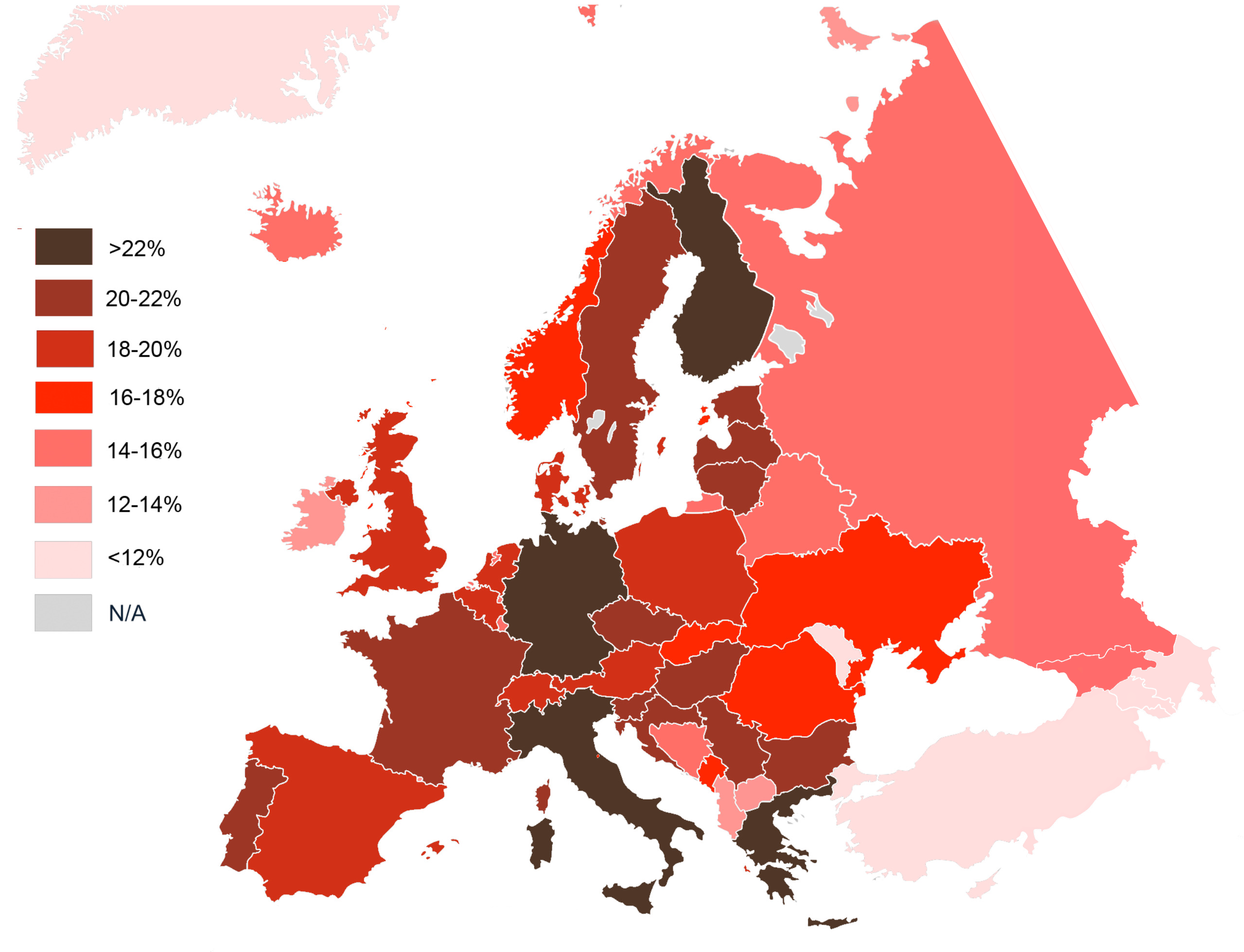
Процент населения старше 65 лет в странах Европы в 2020 году

Россия находится в общемировом демографическом тренде глобального старения населения Земли (кроме Африки южнее Сахары) и вызванного им уже в ряде стран, как развитых так и развивающихся, демографического кризиса. Согласно данным демографического прогноза ООН 2019 года, общий коэффициент рождаемости в России с 2020 до 2100 год будет в диапазоне от 1,82 рождений на одну женщину до 1,84 рождений на одну женщину.
Основная проблема России и других посткоммунистических стран Европы в том, что они не смогли воспользоваться демографическим дивидендом послевоенного мирового беби-бума, чтобы развить в должной мере экономики своих стран до уровня того, что мы понимаем сегодня, как развитые экономики (с высокой добавочной стоимостью, с высоким уровнем жизни населения и т.д), из-за плановых экономик, и перешли к капиталистическим только в 1990-е годы, когда уже их демографический дивиденд иссяк. То есть они не успели разбогатеть, как уже постарели. Посткоммунистические страны Европы, являясь частью тех же самых глобальных демографических тенденций, что происходят в мире, не смогли подойти к проблемам старения населения, низкой рождаемости и как следствие уменьшения своего населения с более выгодной позиции богатых развитых стран, которым так же приходится решать, эту проблему.
В России наблюдается первый тип демографического старения населения, являющийся результатом снижения рождаемости. Выделяют 3 этапа влияния демографического перехода на возрастную структуру населения (Синельников вводит 2 дополнительных этапа гипотетического выхода из демографического кризиса) По мнению А.Синельникова, в 2007 году возрастно-половая структура населения России была переходной между 2 и 3 этапом демографической трансформации. Демографические кризисы вообще (и в России, в частности) имеют свойство инерционности: когда рождаемость долгое время держится ниже уровня простого воспроизводства, происходит старение населения и уменьшение количества женщин детородного возраста. В результате для стабилизации численности требуется более высокий СКР (количество детей на одну женщину детородного возраста). В настоящее время для стабилизации численности населения России нужен СКР, близкий к 2,1. В связи со старением населения и уменьшением доли женщин детородного возраста СКР в расчёте на одну женщину должен будет постоянно увеличиваться, чтобы сохранить численность населения на одном уровне. Если сейчас не поднимать рождаемость, то в 2015 г. для стабилизации численности населения (при отсутствии миграции) будет необходим суммарный коэффициент, равный 2,52, в 2020 г. — 3,03, в 2025 г. — 3,41, в 2030 г. — 3,58, в 2035 г. — 3,77, в 2040 г. — 4,12, в 2045 г. — 4,53 и в 2049 г. — 4,80 ребёнка на одну женщину. Но резкое повышение рождаемости за короткий промежуток времени имеет один недостаток: резко увеличиваются социальные расходы на подрастающее поколение, которое только в будущем будет приносить отдачу. Если рождаемость повысится, то инерционная убыль населения будет продолжаться ещё некоторое время, необходимое для омоложения структуры населения и увеличения доли женщин детородного возраста.
Россия конца XIX века представляла собой страну с молодым населением: число детей существенно превышало численность лиц пожилого возраста. До 1938 года население СССР оставалось «демографически молодым», однако позже, начиная с 1959 года, началось его демографическое старение: доля лиц молодого возраста стала сокращаться, а лиц пожилого возраста — увеличиваться.
В 1990 году Россия занимала 25-е место в списке стран с высокими показателями старения населения (лидеры списка: Япония, Италия, Германия). Это не удивительно, так как Россия, во-первых, находится на той стадии процесса старения, когда доля населения средних возрастов практически не меняется и старение происходит за счёт снижения доли детей, во-вторых, из-за низкой продолжительности жизни не все люди доживают до старости.
По состоянию на 2020 год, по данным всемирной книги фактов ЦРУ, средний возраст в России составляет 40,3 лет. По этому показателю Россия занимает 52 место в мире и идёт сразу после Каймановых Островов и Великобритании. По состоянию на 2020 год доля людей в возрасте 65 лет и старше в населении России составляет 15,5 %. По этому показателю Россия занимает 44 место в мире и идёт сразу после Беларуси. В России, в отличие от развитых стран, старение сдерживается высокой смертностью среди людей пенсионного возраста. Из-за этого в России непропорционально высока доля людей в предпенсионном возрасте (55-64 лет). По состоянию на 2020 год по данным всемирной книги фактов ЦРУ доля людей в возрасте 65 лет и старше в населении России составляет 15,53 %, а доля людей в возрасте 55-64 лет составляет 14,31 %, они практически равны, что не свойственно развитым странам, где доля людей в возрасте 65 лет и старше, чаще всего выше доли людей в возрасте 55-64 лет. Также из-за более раннего выхода женщин на пенсию, низкой ожидаемой продолжительности жизни мужчин (в России — 67,6 лет на 2019 год), а также присущей всем странам мира более высокой ожидаемой продолжительности жизни женщин (в России — 78,2 лет на 2019 год), в России непропорционально высока доля женщин по отношению к мужчинам в предпенсионном, пенсионном и пожилом возрастах. По оценкам Росстата на начало 2018 года на 1000 женщин старше трудоспособного возраста в России приходилось 423 мужчины старше трудоспособного возраста. Из-за того, что пенсионный возраст мужчин в России на 5 лет выше, чем у женщин, а смертность мужчин заметно выше, в пожилом населении преобладают женщины — доля мужчин среди населения старше трудоспособного возраста составляет на начало 2018 года  29,7 %. В России доля людей в возрасте 65 лет и старше в населении страны лишь на 7,8 % меньше, чем в Италии (23,3 %), второй по старости нации в мире и лишь на 12,9 % меньше, чем в Японии (28,4 %) самой престарелой нации в мире. Это может быть связано с тем, что Италия как страна юга Европы экономически не так привлекательна для потенциальных иммигрантов, как соседние более богатые страны Европы, также Италия страдает от перманентного экономического застоя. Япония находится уже три десятилетия в экономическом застое и постоянной дефляции, и немаловажным фактором, приведшим экономику Японии к данной ситуации, является демография. Уменьшение населения вызвано демографическим кризисом и старением Японии. Японская нация является самой престарелой и одной из самых быстро стареющих в мире. Причиной может быть относительно непродолжительный по времени послевоенный беби-бум в Японии и строгая иммиграционная политика.
На 2019 год доля людей в возрасте 65 лет и старше в населении России составляла 15 %, а доля людей в возрасте старше трудоспособного — 25,9 %. Численность людей старше 55 лет увеличилась более, чем на 2 млн человек за пять лет: с 40 886 973 человек (27,9 % от всего населения страны) на начало 2016 года до 43 248 980 человек (29,5 % от всего населения) в 2020 году. По сравнению с переписью 1989 года средний возраст жителей страны увеличился на 4,3 года и составил 37,1 лет, в том числе у мужчин вырос на 3,6 года и составил 34,1 года, а у женщин — на 4,6 года и составил 39,8 года.
Если с 1995 года до 2007 года в связи с уменьшением продолжительности жизни и, в особенности, рождаемости нагрузка на одного трудоспособного гражданина РФ уменьшилась с 0,77 до 0,58 иждивенцев (достигнув своего абсолютного минимума за вторую половину XX века), то с 2007 года она начала увеличиваться и к 2020 году должна вернуться на уровень 1995 года, достигнув нового исторического максимума (первый был в 1960—1965 годы) не ранее 2035 года. Ситуация, при которой на 1 работающего приходится один иждивенец ожидается лишь после 2045—2050 годах.
25 мая 2022 года заседании президиума Государственного совета вице-премьер РФ Татьяна Голикова сообщила, что в течение ближайших 15 лет число пожилых россиян увеличится на 7 млн человек. Также стало известно о сокращении числа женщин репродуктивного возраста на 4,5 млн за последние 10 лет.
Эти процессы порождают проблему финансирования пенсионной системы.
|                                      | 1897 г. | 1970 г. | 1979 г. | 1989 г. | 1995 г. | 1999 г. | 2000 г. | 2004 г. |
| ------------------------------------ | ------- | ------- | ------- | ------- | ------- | ------- | ------- | ------- |
| Доля мужчин в возрасте старше 60 лет | 7.0     | 7.7     | 8.6     | 10.1    | 11.8    | 13.3    | 13.7    | 13.1    |
| Доля женщин в возрасте старше 60 лет | 7.6     | 14.6    | 18.1    | 19.8    | 20.9    | 22.2    | 22.7    | 21.9    |
| Доля всего населения старше 60 лет   | 7.3     | 12.0    | 13.7    | 15.3    | 16.6    | 18.1    | 18.5    | 17.8    |

| Регион                                         | Доля всего населения старше 60 лет |
| ---------------------------------------------- | ---------------------------------- |
| Российская Федерация                           | 18,5 %                             |
| Центральный федеральный округ                  | 21,4 %                             |
| Белгородская область                           | 21,3 %                             |
| Брянская область                               | 21,8 %                             |
| Владимирская область                           | 22,0 %                             |
| Воронежская область                            | 23,6 %                             |
| Ивановская область                             | 23,0 %                             |
| Калужская область                              | 21,6 %                             |
| Костромская область                            | 21,7 %                             |
| Курская область                                | 22,9 %                             |
| Липецкая область                               | 21,9 %                             |
| Московская область                             | 21,1 %                             |
| Орловская область                              | 21,9 %                             |
| Рязанская область                              | 24,1 %                             |
| Смоленская область                             | 21,3 %                             |
| Тамбовская область                             | 23,5 %                             |
| Тверская область                               | 23,9 %                             |
| Тульская область                               | 24,4 %                             |
| Ярославская область                            | 22,0 %                             |
| г. Москва                                      | 19,0 %                             |
| Северо-Западный федеральный округ              | 18,7 %                             |
| Республика Карелия                             | 17,0 %                             |
| Республика Коми                                | 12,3 %                             |
| Архангельская область                          | 16,5 %                             |
| Ненецкий автономный округ                      | 10,0 %                             |
| Вологодская область                            | 19,6 %                             |
| Калининградская область                        | 17,5 %                             |
| Ленинградская область                          | 20,6 %                             |
| Мурманская область                             | 11,4 %                             |
| Новгородская область                           | 22,6 %                             |
| Псковская область                              | 23,4 %                             |
| г. Санкт-Петербург                             | 20,7 %                             |
| Южный федеральный округ                        | 17,7 %                             |
| Республика Адыгея                              | 20,6 %                             |
| Республика Дагестан                            | 9,9 %                              |
| Республика Ингушетия                           | 6,6 %                              |
| Кабардино-Балкарская Республика                | 14,0 %                             |
| Республика Калмыкия                            | 13,6 %                             |
| Карачаево-Черкесская Республика                | 16,8 %                             |
| Республика Северная Осетия — Алания            | 18,5 %                             |
| Чеченская Республика                           | 7,4 %                              |
| Краснодарский край                             | 20,6 %                             |
| Ставропольский край                            | 19,2 %                             |
| Астраханская область                           | 17,0 %                             |
| Волгоградская область                          | 20,2 %                             |
| Ростовская область                             | 20,6 %                             |
| Приволжский федеральный округ                  | 18,8 %                             |
| Республика Башкортостан                        | 17,7 %                             |
| Республика Марий Эл                            | 17,1 %                             |
| Республика Мордовия                            | 20,2 %                             |
| Республика Татарстан                           | 18,1 %                             |
| Удмуртская Республика                          | 16,1 %                             |
| Чувашская Республика                           | 18,1 %                             |
| Кировская область                              | 20,2 %                             |
| Нижегородская область                          | 21,8 %                             |
| Оренбургская область                           | 17,6 %                             |
| Пензенская область                             | 21,5 %                             |
| Пермская область                               | 17,3 %                             |
| Коми-Пермяцкий автономный округ                | 17,9 %                             |
| Самарская область                              | 18,9 %                             |
| Саратовская область                            | 20,0 %                             |
| Ульяновская область                            | 19,3 %                             |
| Уральский федеральный округ                    | 16,1 %                             |
| Курганская область                             | 19,9 %                             |
| Свердловская область                           | 18,5 %                             |
| Тюменская область                              | 9,0 %                              |
| Ханты-Мансийский автономный округ              | 5,4 %                              |
| Ямало-Ненецкий автономный округ                | 3,4 %                              |
| Челябинская область                            | 18,4 %                             |
| Республика Алтай                               | 12,7 %                             |
| Республика Бурятия                             | 13,5 %                             |
| Республика Тыва                                | 7,6 %                              |
| Республика Хакасия                             | 15,7 %                             |
| Сибирский федеральный округ                    | 16,3 %                             |
| Алтайский край                                 | 18,2 %                             |
| Красноярский край                              | 15,2 %                             |
| Таймырский (Долгано-Ненецкий) автономный округ | 5,3 %                              |
| Эвенкийский автономный округ                   | 7,6 %                              |
| Иркутская область                              | 15 %                               |
| Усть-Ордынский Бурятский автономный округ      | 13,1 %                             |
| Кемеровская область                            | 17,7 %                             |
| Новосибирская область                          | 18,4 %                             |
| Омская область                                 | 17,2 %                             |
| Томская область                                | 15,1 %                             |
| Читинская область                              | 13,6 %                             |
| Агинский Бурятский автономный округ            | 10,6 %                             |
| Дальневосточный федеральный округ              | 13,3 %                             |
| Республика Саха (Якутия)                       | 8,4 %                              |
| Приморский край                                | 15,2 %                             |
| Хабаровский край                               | 14,5 %                             |
| Амурская область                               | 14,1 %                             |
| Камчатская область                             | 9,9 %                              |
| Корякский автономный округ                     | 8 %                                |
| Магаданская область                            | 8,8 %                              |
| Сахалинская область                            | 12,5 %                             |
| Еврейская автономная область                   | 13,7 %                             |
| Чукотский автономный округ                     | 4,7 %                              |

## Демографическое старение в Японии

Возрастно-половая пирамида населения Японии по оценке на 2023 год. Японская нация — самая престарелая нация в мире.

Япония находится уже три десятилетия в экономическом застое и постоянной дефляции, немаловажным фактором, приведшем экономику Японии к данной ситуации, является демография. Уменьшение населения вызванное демографическим кризисом и старением Японии. Японская нация является самой престарелой и одной самых быстро стареющих в мире. По состоянию на 1 октября 2021 года 29,1 % населения Японии было старше 65 лет. Причинной может быть относительно непродолжительный по времени послевоенный беби-бум в Японии и строгая иммиграционная политика. Потребление уменьшается из-за уменьшения населения, вызванного на фоне старения населения превышением смертности над рождаемостью и строгой иммиграционной политикой. Накопленные свободные (не вложенные в экономику) денежные активы у населения увеличиваются, но из-за дефляции цены на товары и услуги с каждым годом падают, что ещё больше снижает спрос и оттягивает момент покупки товаров населением.

## Прогнозы ООН
Согласно данным прогноза ООН 2019 года, рост населения Земли почти остановится к концу 21 века. Ожидается, что впервые в современной истории население мира практически прекратит расти к концу этого столетия, в значительной степени из-за падения мировых показателей рождаемости. Прогнозируется, что к 2100 году население мира достигнет приблизительно 10,9 миллиарда человек, а ежегодный прирост составит менее 0,1 % — резкое снижение по сравнению с нынешними темпами. В период с 1950 года по сегодняшний день население мира увеличивалось от 1 % до 2 % каждый год, а число людей выросло с 2,5 миллиардов до более 7,7 миллиарда. Глобальная рождаемость падает по мере старения мира. Согласно данным демографического прогноза ООН 2019 года, к 2050 году средний возраст населения земли составит 36 лет, каждый шестой человек в мире будет старше 65 лет (16 %), по сравнению с 2019 годом, когда средний возраст населения Земли составлял 31 год, и только 1 из 11 человек (9 %) был старше 65 лет. Согласно данным демографического прогноза ООН 2019 года к 2100 году средний возраст населения земли составит 42 года, а общий коэффициент рождаемости составит 1,9 рождения на одну женщину по сравнению с 2,5 на 2019 год. По прогнозам, к 2070 году этот показатель упадет ниже уровня воспроизводства населения (2,1 рождения на одну женщину). Между 2020 и 2100 годами число людей в возрасте 80 лет и старше увеличится с 146 миллионов до 881 миллиона. Начиная с 2073 года, по прогнозам, будет больше людей в возрасте 65 лет и старше, чем младше 15 лет — в первый раз в истории человечества. Факторами, способствующими увеличению среднего возраста, являются увеличение продолжительности жизни и снижение уровня рождаемости.
Африка — единственный регион мира, в котором, по прогнозам, будет наблюдаться значительный прирост населения до конца этого столетия. Ожидается, что в период с 2020 по 2100 год население Африки увеличится с 1,3 млрд до 4,3 млрд человек. Прогнозы показывают, что этот прирост будет достигнут главным образом в странах Африки к югу от Сахары, численность населения которых к 2100 году, ожидается, вырастет более чем в три раза. По прогнозам, в регионах, которые включают США и Канаду (Северная Америка), а также Австралию и Новую Зеландию (Океанию), будет происходить рост населения на протяжении всего столетия, но более медленными темпами, чем в Африке. Прогнозируется, что рост населения Африки будет оставаться сильным в течение всего этого столетия. Ожидается, что численность населения Европы и Латинской Америки к 2100 году сократится. Ожидается, что в 2021 году население Европы достигнет пика в 748 миллионов человек. Ожидается, что регион Латинской Америки и Карибского бассейна превзойдет Европу по численности населения к 2037 году, а в 2058 году достигнет пика в 768 миллионов. Ожидается, что население Азии увеличится с 4,6 млрд в 2020 году до 5,3 млрд в 2055 году, а затем начнет сокращаться. Ожидается, что население Китая достигнет пика в 2031 году, а население Японии и Южной Кореи, как ожидается, сократится после 2020 года. Ожидается, что население Индии будет расти до 2059 года, когда оно достигнет 1,7 миллиарда человек. Между тем Индонезия — самая густонаселенная страна в Юго-Восточной Азии — по прогнозам достигнет своего пика в 2067 году. В регионе Северной Америки ожидается, что миграция из остального мира будет основной движущей силой продолжающегося роста населения. Ожидается, что численность иммигрантов в Соединённых Штатах в ближайшие 80 лет (с 2020 по 2100 год), согласно прогнозам ООН, увеличится на 85 миллионов человек. В Канаде миграция, вероятно, будет ключевым фактором роста, поскольку ожидается, что число смертей в Канаде превысит число рождений.
К 2100 году 5 из 10 крупнейших по населению стран мира, по прогнозам, будут в Африке. По прогнозам, на шесть стран будет приходиться более половины прироста населения мира до конца этого столетия, а пять будут находиться в Африке. Ожидается, что население мира вырастет примерно на 3,1 миллиарда человек в период с 2020 по 2100 год. Более половины этого прироста ожидается в Нигерии, Демократической Республике Конго, Танзании, Эфиопии и Анголе, а также в одной не африканской стране (Пакистан). По прогнозам, к 2100 году пять африканских стран войдут в первую десятку стран мира по населению. Прогнозируется, что к 2027 году Индия превзойдет Китай как самую густонаселенную страну мира. К 2059 году её население достигнет пика в 1,7 миллиарда человек. Между тем, согласно прогнозам, Нигерия превзойдет США как третью по величине населения страну в мире в 2047 году. Ожидается, что в период с 2020 по 2100 год 90 стран потеряют население. Ожидается, что две трети всех стран и территорий в Европе (32 из 48) потеряют население к 2100 году. В Латинской Америке и Карибском бассейне ожидается сокращение половины населения региона из 50 стран. Напротив, между 1950 и 2020 годами только шесть стран в мире потеряли население, из-за гораздо более высоких показателей рождаемости и относительно более молодого населения в последние десятилетия. Ожидается, что к 2100 году половина детей, рождённых во всем мире, будут рождены в Африке. Африка перегонит Азию по количеству рождённых детей к 2060 году. Половина всех рождённых детей в мире, как ожидается будет в Африке к 2100 году, по сравнению с тремя из десяти всех рождённых детей мира в 2019 году. Ожидается, что в период с 2020 по 2100 год в Нигерии родится 864 миллиона детей, что является самым большим показателем среди африканских стран. По прогнозам, число рождений в Нигерии к 2070 году превысит число рождений в Китае. Между тем, согласно прогнозам, к концу этого столетия в Азии родится примерно треть детей мира, по сравнению с примерно половиной сегодня и с 65 % в период 1965-70 годов.
В 1950 году в регионе Латинской Америки и Карибского бассейна было одно из самых молодых населений мира; к 2100 году ожидается, что в регионе Латинской Америки и Карибского бассейна будет самое старое население из всех регионов мира, что резко контрастирует с XX веком. В 1950 году средний возраст региона составлял всего 20 лет. По прогнозам, к 2100 году эта цифра увеличится более чем в два раза — до 49 лет. Данная закономерность очевидна при взгляде на отдельные страны региона. Например, в 2020 году ожидается, что средний возраст будет в Бразилии (33 года), Аргентине (32 года) и Мексике (29 лет), что будет ниже, чем средний возраст в США (38 лет). Однако к 2100 году население всех этих трёх латиноамериканских стран, согласно прогнозам, будут старше населения США. Средний возраст составит 51 год в Бразилии, 49 лет в Мексике и 47 лет в Аргентине, по сравнению со средним возрастом 45 лет в США. Ожидается, что в Колумбии будет самый сильны рост среднего возраста населения, он вырастет более чем втрое между 1965 и 2100 годом — с 16 до 52 лет.
Прогнозируется, что в Японии в 2020 году будет самый высокий средний возраст населения среди всех стран мира — 48 лет. Ожидается, что средний возраст Японии продолжит расти, пока не достигнет пика в 55 лет в 2065 году. Ожидается, что он будет ниже в 2100 году (54 года). Ожидается, что к 2100 году страной с самым высоким средним возрастом населения станет Албания со средним возрастом 61 год.

## Прогноз Вашингтонского университета
| 7-8 детей 6-7 детей 5-6 детей 4-5 детей | 3-4 детей 2-3 детей 1-2 детей 0-1 детей |

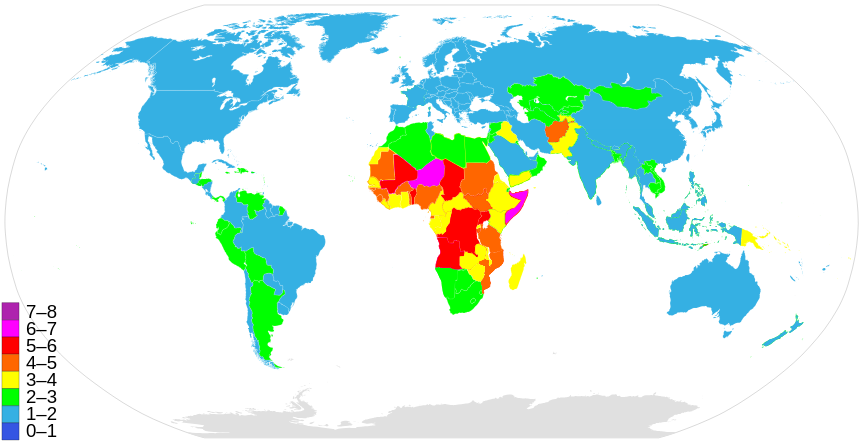
Карта стран мира по суммарному коэффициенту рождаемости по состоянию на 2020 год. Самый высокий на Земле суммарный коэффициент рождаемости наблюдается в основном в странах Африки южнее Сахары.
7-8 детей
6-7 детей
5-6 детей
4-5 детей
3-4 детей
2-3 детей
1-2 детей
0-1 детей

Карта стран мира по темпу роста населения в процентах с учётом рождаемости, смертности, иммиграции и эмиграции в 2018 году. Самый высокий темп роста населения Земли наблюдается в основном в странах Африки южнее Сахары.

По данным прогноза Вашингтонского университета опубликованного в медицинском журнале The Lancet 14 июля 2020 года, население мира, достигнет пика в 2064 году и составит около 9,73 миллиарда, а затем снизится до 8,79 миллиарда к 2100 году, что на 2 миллиарда меньше, чем прогноз ООН 2019 года. Разница в цифрах между прогнозами ООН и Вашингтонского университета в значительной степени зависит от уровня рождаемости. Уровень воспроизводства населения (2,1 рождений на одну женщину), необходимого для поддержания численности населения на одном уровне. Прогноз ООН предполагает, что в странах с низкой рождаемостью на сегодняшний момент суммарный коэффициент рождаемости со временем вырастет до 1,8 ребёнка на женщину. Однако данные прогноза Вашингтонского университета показывают, что по мере того, как женщины становятся более образованными и получают доступ к услугам в области репродуктивного здоровья, они в среднем предпочитают иметь менее 1,5 детей, что как следствие ускоряет снижение рождаемости и замедляет рост населения, а затем и ускоряет его снижение. Прогнозируется, что глобальный СКР будет неуклонно снижаться с 2,37 в 2017 году до 1,66 в 2100 году, что намного ниже уровня воспроизводства населения (2,1 рождений на одну женщину), необходимого для поддержания численности населения на одном уровне. Даже незначительные изменения СКР приводят к большим различиям в численности населения между странами мира: увеличение СКР всего на 0,1 рождения на женщину эквивалентно увеличению примерно на 500 миллионов человек населения на планете Земля к 2100 году. Страны в которых прогнозируется сильное снижение рождаемости к 2100 году, это в значительной степени страны которые сейчас имеют очень высокую рождаемость, в основном это страны Африки южнее Сахары, где показатели впервые упадут ниже уровня воспроизводства населения — с 4,6 рождений на женщину в 2017 году до 1,7 к 2100 году. В Нигере, где коэффициент фертильности был самым высоким в мире в 2017 году — женщины рожали в среднем 7 детей — прогнозируется, что к 2100 году этот показатель снизится до 1,8.
По прогнозам к 2050 году в 151 стране, а к 2100 году уже в 183 из 195 стран мира, рождаемость упадет ниже уровня воспроизводства населения (2,1 рождения на одну женщину), необходимого для поддержания численности населения на одном уровне. Это означает, что в этих странах население будет сокращаться, если низкая рождаемость не будет компенсироваться иммиграцией. Многие из стран с наиболее быстро снижающимся населением будут находится в Азии, а также в Центральной и Восточной Европе. Ожидается, что численность населения к 2100 году сократиться как минимум наполовину в 23 странах мира, включая Японию (примерно с 128 миллионов человек в 2017 году до 60 миллионов в 2100 году), Таиланд (с 71 до 35 миллионов), Испанию (с 46 до 23 миллионов), Италию (с 61 до 31 миллиона), Португалию (с 11 до 5 миллионов) и Южную Корею (с 53 до 27 миллионов). Ожидается, что ещё в 34 странах произойдет сокращение населения от 25 до 50 %, включая Китай. Население Китая сократится с 1,4 миллиарда человек в 2017 году до 732 миллионов в 2100 году. Тем временем население стран Африки южнее Сахары вырастет втрое с примерно 1,03 миллиарда в 2017 году до 3,07 миллиарда в 2100 году, по мере снижения смертности и увеличения числа женщин, вступающих в репродуктивный возраст. При этом только население одной Нигерии вырастет до 791 миллиона к 2100 году, что сделает её второй по населению страной в мире после Индии, где тогда будет проживать 1,09 миллиарда человек. Население Северной Африки и Ближнего Востока вырастет с 600 миллионов в 2017 году до 978 миллионов в 2100 году. Эти прогнозы предполагают лучшие условия для окружающей среды с меньшим давлением на системы производства продуктов питания и более низкими выбросами углерода, а также значительное увеличение экономически активного населения некоторых частей Африки к югу от Сахары. Однако в большинстве стран мира за пределами Африки будет наблюдаться сокращение рабочей силы и перевернутая пирамида населения, что будет иметь серьёзные долгосрочные негативные последствия для их экономик. В прогнозе сделан вывод, что для стран с высоким уровнем доходов и с низкой рождаемостью лучшими решениями для поддержания численности населения и экономического роста будут гибкая иммиграционная политика и социальная поддержка семей, которые хотят детей. Однако перед лицом сокращения численности населения существует реальная опасность того, что некоторые страны могут рассмотреть политику, ограничивающую доступ к услугам в области репродуктивного здоровья, с потенциально разрушительными последствиями. Совершенно необходимо, чтобы свобода и права женщин стояли на первом месте в повестке дня каждого правительства в области развития. Системы социальных услуг и здравоохранения необходимо будет перестроить, чтобы приспособить их к работе с гораздо большим количеством пожилых людей.
Согласно прогнозу, по мере снижения рождаемости и увеличения продолжительности жизни во всем мире количество детей в возрасте до 5 лет, по прогнозам, сократится на 41 % с 681 миллиона в 2017 году до 401 миллиона в 2100 году. К тому времени 2,37 миллиарда человек, то есть более четверти мирового населения, будет старше 65 лет и только 1,70 миллиарда человек моложе 20 лет. Число тех, кому за 80 лет, вырастет в шесть раз, с примерно 140 миллионов сегодня до 866 миллионов к концу XXI века. Аналогичным образом, глобальное соотношение людей старше 80 лет на каждого человека в возрасте 15 лет и младше, по прогнозам, вырастет с 0,16 в 2017 году до 1,50 в 2100 году. Кроме того, глобальное соотношение неработающих взрослых к работающим составляло около 0,8 в 2017 году, но, по прогнозам, увеличится до 1,16 в 2100 году, если участие в рабочей силе по возрасту и полу не изменится. Резкое сокращение численности и доли населения трудоспособного возраста также создаст огромные проблемы для многих стран мира. Экономикам стран будет сложнее расти с меньшим количеством рабочих и налогоплательщиков, а также создавать богатство, увеличивать расходы на социальную поддержку и медицинское обслуживание пожилых людей Например, число людей трудоспособного возраста в Китае резко сократиться с 950 миллионов в 2017 году до 357 миллионов в 2100 (сокращение на 62 %). Прогнозируется, что спад в Индии будет менее резким — с 762 до 578 миллионов. Напротив, страны Африки южнее Сахары, вероятно, будут иметь самую молодую и соответственно самую экономически активная рабочую силу на планете Земля. В Нигерии, например, экономически активная рабочая сила увеличится с 86 миллионов в 2017 году до 458 миллионов в 2100 году, что, при правильном управлении, будет способствовать быстрому экономическому росту Нигерии, и повышению уровня жизни его населения.
Эти «тектонические» сдвиги также изменят иерархию с точки зрения экономического влияния. По прогнозу, к 2050 году ВВП Китая превысит ВВП Соединённых Штатов, но к 2100 году он вернется на второе место, так как ожидается, что США вернут себе первое место к 2098 году, если иммиграция продолжит поддерживать рост рабочей силы США. ВВП Индии вырастет и займет третье место, а Франция, Германия, Япония и Великобритания останутся в числе 10 крупнейших экономик мира. По прогнозам, Бразилия опустится в рейтинге с 8-го на 13-е, а Россия — с 10-го на 14-е место. Тем временем Италия и Испания опустятся в рейтинге с 15-го на 25-е и 28-е места соответственно. Индонезия может стать 12-й по величине экономикой в мире, в то время как Нигерия, которая в настоящее время занимает 28-е место, по прогнозам, войдет в первую десятку стран мира по ВВП.
По данным прогноза также предполагается, что сокращение численности населения может быть компенсировано иммиграцией, поскольку страны, которые продвигают либеральную иммиграцию, могут лучше поддерживать размер своего населения и поддерживать экономический рост даже в условиях снижения уровня рождаемости. По данным прогноза, некоторые страны с рождаемостью ниже уровня воспроизводства населения, такие как США, Австралия и Канада, вероятно, сохранят своё экономически активное население трудоспособного возраста за счет чистой иммиграции. Хотя в прогнозе отмечается, что существует значительная неопределённость в отношении этих будущих тенденций. Авторы прогноза отмечают некоторые важные ограничения, в том числе то, что, хотя в исследовании используются наилучшие доступные данные, прогнозы ограничиваются количеством и качеством данных за прошлые эпохи. Они также отмечают, что прошлые тенденции не всегда позволяют предсказать, что произойдет в будущем, и что некоторые факторы, не включённые в модель, могут изменить темпы рождаемости, смертности или миграции. Например, пандемия COVID-19 затронула местные и национальные системы здравоохранения по всему миру и вызвала множество смертей. Однако авторы прогноза полагают, что увеличение количества смертей, вызванных пандемией, вряд ли существенно повлияет на долгосрочные тенденции прогнозирования численности населения мира. В конечном итоге, если прогноз окажется хотя бы наполовину точным, миграция со временем станет необходимостью для всех стран мира, а не вариантом. Так, как распределение населения трудоспособного возраста будет иметь решающее значение для того, будет ли человечество процветать или увядать.

## Причины
Главная причина старения — снижение рождаемости, а в России отчасти нивелеруемая сверхсмертностью в трудоспособном возрасте (половина мужчин не доживают до старости, улучшая таким образом статистику по темпу старения населения). В России смертность замедляет старение, так как многие не доживают до старости или живут в преклонном возрасте меньше, чем в других странах. В странах, добивающихся значительных успехов в увеличении средней продолжительности жизни, растёт доля «самых старых» (самый верхний сегмент возрастной пирамиды). В России население стареет «снизу» (сверхсмертность в трудоспособном возрасте), в развитых странах Запада и Японии — «сверху» (достижения медицины).

## Последствия
Процесс старения населения также порождает ряд экономических, социально-гигиенических и морально-этических последствий, которые по-разному рассматриваются и решаются в отдельных странах. По мнению ряда демографов и социологов старение населения увеличивает «нагрузку» на трудоспособное население. Однако при этом следует учитывать, что материальные и культурные блага, которыми располагают и которые умножают своим трудом молодые поколения, является в определённой мере результатом труда их предшественников, сегодняшних пенсионеров. Старение населения — закономерный процесс, имеет необратимые последствия. Поэтому учёт тенденций и последствий старения населения — важная задача социальной политики.
Социально-экономические, социально-психологические, медико-социальные и этические проблемы старения населения:
- проблема рабочей силы, а также рост демографической и экономической нагрузок, что приводит к дополнительным трудностям в пенсионном обеспечении и увеличению пенсионного возраста
- необходимость учёта уровня и характера потребностей
- проблемы со здоровьем, что приводит к расходу дополнительных средств на социальную помощь
- проблема одиночества, отчуждённости от более молодых поколений.

Поскольку старшее поколение более консервативно в своих пристрастиях и привычках, это может повлиять на выбор политического курса, тем более что пожилые люди ходят на выборы активнее молодых.

## Экономические последствия в развитых и развивающихся странах
Низкая рождаемость приводит к увеличению доли пожилого населения и уменьшению доли трудоспособного населения, и, как следствие, к увеличению доли неработающих (иждивенцев) к доли работающих в странах мира. Также в связи с глобальным старением населения мира растёт средний возраст населения мира и изменяется возрастная пирамида населения Земли. В связи с этим в ряде регионов мира начинают нарастать дефляционные тенденции, вызванные старением населения, демографическим кризисом, изменением спроса и уменьшением потребительской активности. Всё это, в свою очередь, может оказать разрушительное влияние на экономики развитых и особенно развивающихся стран Европы и Азии: сокращение доли трудоспособного населения приводит к сокращению объёма человеческого капитала, рост доли пенсионеров требует увеличения расходов на здравоохранение, социальное страхование и пенсионную систему. Расходы на пенсионное обеспечение могут стать слишком большим грузом для бюджета, и поэтому забота о пожилых людях может целиком лечь на плечи домохозяйств.
Особенно сложная ситуация с растущим демографическим кризисом во многих развивающихся странах Европы и Азии: России, Китае, Беларуси, Украине, Молдове, Таиланде, Мьянме и т. д. В этих странах обычный демографический кризис, свойственный развитым странам, может усугубляться ещё большим уменьшением официально работающей доли трудоспособного населения в связи с обширной неформальной теневой экономикой, ещё более низкой рождаемостью, ещё большей безработицей, ещё большим ростом количества пенсионеров в связи с меньшими здоровыми годами активной трудоспособной жизни, что вкупе с активной эмиграцией молодого, экономически активного и самого трудоспособного населения в более богатые страны мира приводит к замедлению экономического роста стран и, как следствие, к замедлению роста зарплат и уровня жизни, что в свою очередь замедляет сближение уровней жизни в развивающихся и развитых странах.
Богатые развитые страны Европы и Азии часто решают проблему демографического кризиса, увеличивая квоты на ввоз большего числа иностранной рабочей силы, что в свою очередь бедные, экономически не привлекательные как для квалифицированной, так и для неквалифицированной иностранной рабочей силы, развивающиеся страны себе позволить не могут. Как пример, экономика Китая может столкнуться с широко обсуждаемой в китайских государственных СМИ проблемой: Китай может постареть быстрее, чем его население разбогатеет, что может привести к замедлению роста уровня жизни в Китае и сближения его по зарплатам с другими развитыми и богатыми экономиками Азии: Японией, Республикой Корея, Китайской Республикой, Сингапуром, Гонконгом, и в худшем случае к экономическому застою, подобному японскому, наблюдаемому в Японии уже три десятилетия, но с учётом, что Япония является экономически развитой, богатой страной, с высокими зарплатами, а Китай — лишь развивающейся. Аналогичная история с Россией, Украиной, Беларусью, но уже по отношению к экономически развитым странам Европы: Швейцарии, Германии, Франции, Норвегии, Исландии, Ирландии, Словении и т. д.